# Reiberdruck
Ein Reiberdruck ist eine ohne Verwendung einer Druckerpresse hergestellter Abzug eines Holz- oder Metallschnittes. Das Verfahren ist vergleichbar mit chinesischen Steinabreibungen.
Das angefeuchtete Papier wird auf den Druckstock gelegt und mit Hilfe eines Reibers angerieben. Früher wurden als Reiber mit Tierhaaren gefüllte Ledersäckchen verwendet. Benutzt man Bürsten als Reiber, spricht man vom Bürstendruck.
Die Technik des Reiberdrucks erlaubt nur das Bedrucken einer Seite des Papiers, da beim Bedrucken der 2. Seite die schon bedruckte Seite verwischt würde.